# 八號紐林鎮區 (北卡羅萊納州阿拉曼斯縣)
八號紐林鎮區（英語：Township 8, Newlin）是位於美國北卡羅萊納州阿拉曼斯縣的一個鎮區。

## 地方資料
八號紐林鎮區的面積為170.16平方千米，皆為陸地。根據2020年美國人口普查的數據，當地共有人口6390人，而人口密度為每平方千米37.55人。